# Puya gargantae
Puya gargantae är en gräsväxtart som beskrevs av Lyman Bradford Smith. Puya gargantae ingår i släktet Puya och familjen Bromeliaceae. Inga underarter finns listade i Catalogue of Life.